# Rugal (serie de televisión)
Rugal (Hangul: 루갈; RR: Lugal), es una serie de televisión surcoreana transmitida del 28 de marzo del 2020 hasta el 17 de mayo del 2020, a través de OCN.
El drama está basado en el webtoon del mismo nombre "Rugal" de Rilmae publicado en el 2016.

## Sinopsis
Kang Gi-beom es un detective de élite, mientras intenta derribar a una organización criminal a nivel nacional llamada "Argos", es atacado por sus hombres y en el proceso no solo pierde sus ojos, sino también a su amada esposa e hijo y la persona que una vez fue. Luego del ataque, se despierta en el hospital, donde descubre que está siendo acusado falsamente por el crimen.
Luego de obtener la ayuda de la organización especial de biotecnología llamada "Rugal", un grupo especial organizado por el NIS que crea a un equipo de "armas humanas" con poderes especiales, recibe un conjunto de ojos artificiales con habilidades únicas. Junto a los miembros de Rugal: Han Tae-woong, Song Mi-na, Lee Kwang-chul y Choi Geun-chul, comienzan su misión para acabar con "Argos" de una vez por todas.

## Reparto[11]

### Personajes principales
| Actor           | Personaje      | N.º de episodios | Notas |
| --------------- | -------------- | ---------------- | --- |
| Choi Jin-hyuk   | Kang Gi-beom   | 16               | Es un detective de élite que ha renacido como un arma humana y tiene conjunto de ojos artificiales, se une a la agencia "Rugal" donde se convierte en un miembro clave, en su búsqueda de venganza por la muerte de su esposa. |
| Park Sung-woong | Hwang Deuk-goo | 16               | Es el formidable líder de la organización criminal "Argos" y el villano detrás de las acciones del grupo. |
| Jo Dong-hyuk    | Han Tae-woong  | 16               | Es uno de los agentes y líder de "Rugal", que tiene un brazo artificial. Nunca pierde la calma y hace un buen juicio ante cualquier situación. Continúa entrenando todos los días a pesar de nunca perder una batalla debido a sus excelentes técnicas de combate. |
| Jung Hye-in     | Song Mi-na     | 16               | Es una agente de "Rugal", quien tiene un chip multipropósito insertado en su cerebro. Se cree que Mi-na fue ejecutada junto a su compañero de la policía mientras trabajaba como detective de homicidios, sin embargo luego de ser rescatada se une a Rugal. Tiene una actitud positiva y no le gusta darse por vencida, es una mujer de principios que valora la operación y la estrategia, también admira a Ki-bum. |
| Park Sun-ho     | Lee Kwang-chul | 16               | Es un joven oficial de la policía que luego de ser atacado por la organización "Argos" y ser rescatado por el líder de "Rugal", Tae-woong, se une a su equipo. Su cuerpo entero es artificial, con su encanto e ingenioso sentido del humor, Kwang-chul se convierte en el creador del ánimo del equipo. |
| Han Ji-wan      | Choi Ye-won    | -                | Es la novia de Ko Yong-deok, el presidente de la organización terrorista conocida como "Argos". |

### Personajes secundarios

#### Miembros de Rugal
| Actor            | Personaje      | N.º de episodios | Notas |
| ---------------- | -------------- | ---------------- | --- |
| Kim Min-sang     | Choi Geun-chul | -                | Es el jefe de la Organización Especial de Policía "Rugal", un destacado estrratega genio, encargado de traer a Kang Ki-bum al equipo. |
| Jang In-sub      | "Bradley"      | -                | Es el mecánico del equipo "Rugal". |
| Jang Seo-kyung   | "Susan"        | -                | Es una miembro del equipo "Rugal". |
| Park Choong-seon | Dr. Oh         | -                | Es el jefe de la sección de "Rugal".                                                                                                  |

#### Miembros de Argos
| Actor                | Personaje     | N.º de episodios | Notas |
| -------------------- | ------------- | ---------------- | --- |
| Yoo Sang-hoon        | Min Dal-ho    | -                | Es el líder de la organización terrorista "Argos".                                                                                 |
| Park Jung-hak        | Ko Yong-deok  | -                | Es un asambleísta y el presidente de la organización terrorista "Argos".                                                           |
| Kim Da-hyun (김다현) | Sul Min-joon  | -                | Es el jefe medio de la organización terrorista "Argos y el único miembro de la pandilla que está del lado bueno de Hwang Deuk-goo. |
| Kim In-woo           | Choi Yong     | -                | Es un miembro de la organización terrorista "Argos".                                                                               |
| Yoo Ji-yeon          | Jang Mi-joo   | -                | Es una miembro de la organización terrorista "Argos".                                                                              |
| Ji Dae-han           | Bong Man-chul | -                | Es un miembro de la organización terrorista "Argos".                                                                               |
| Han Gi-yoon (한기윤) | Kim Dae-sik   | -                | Es un miembro de la organización terrorista "Argos" y un asesino que arriesga su vida por su pandilla.                             |

### Otros personajes
| Actor          | Personaje   | Episodio donde apareció | Notas                                                                                       |
| -------------- | ----------- | ----------------------- | ------------------------------------------------------------------------------------------- |
| Lee Seo-el     | Yeo Jin     | -                       | Es la fallecida esposa de Kang Ki-bum.                                                      |
| Lee Sang-bo    | Det. Yang   | 2                       | Es un detective.                                                                            |
| Lee Kyung-oh   | -           | 3                       | Es un político.                                                                             |
| Seo Dong-suk   | -           | 3                       | Es uno de los subordinados de Min Dal-ho.                                                   |
| Jung Jae-kwon  | Kwon Gi-Tae | 3                       |                                                                                             |
| Kim Ok-joo     | -           | 3                       | Es la esposa de Kwon Gi-Tae.                                                                |
| Dong Hyun-bae  | Lee Jae-han | 4, 5                    | Era el antiguo líder de un popular grupo de jazz, el cual abandona después de un incidente. |
| Yoon Hee-won   | -           | 4                       | Es un ejecutivo de la policía.                                                              |
| Song Chae-yoon | -           | -                       |                                                                                             |
| Gu Ja-geon     | -           | -                       | Es un joven enmascarado.                                                                    |

### Apariciones especiales
| Actor          | Personaje    | Episodio donde apareció | Notas                                                                        |
| -------------- | ------------ | ----------------------- | ---------------------------------------------------------------------------- |
| Im Yong-soon   | -            | 1                       | Es un miembro de la audiencia disciplinaria policial.                        |
| Yoo Hyung-kwan | Goo Won-bong | 1, 3                    |                                                                              |
| Kim Yoon-hong  | Park No-shik | 1-2                     |                                                                              |
| Kim Jong-goo   | -            | 3                       | Es un político.                                                              |
| Kim So-ri      | Sori         | 4                       | Es una cantante de jazz que es asesinada bajo las órdenes de Hwang Deuk-goo. |

## Episodios
La serie está conformada por 16 episodios, los cuales fueron emitidos todos los lunes y martes a las 10:50 (KST).

### Raitings
Los números en color rojo indican las calificaciones más bajas, mientras que los números en azul indican las calificaciones más altas.
| Episodio | Título | Fecha de emisión    | AGB Nielsen (%)   | AGB Nielsen (%) |
| Episodio | Título | Fecha de emisión    | A escala nacional | Seúl            |
| -------- | ------ | ------------------- | ----------------- | --------------- |
| 1        | -      | 28 de marzo de 2020 | 2.612%            | 2.781%          |
| 2        | -      | 29 de marzo de 2020 | 3.884%            | 4.075%          |
| 3        | -      | 4 de abril de 2020  | 2.874%            | 3.206%          |
| 4        | -      | 5 de abril de 2020  | 3.199%            | 3.879%          |
| 5        | -      | 11 de abril de 2020 | 2.002             |                 |
| 6        | -      | 12 de abril de 2020 | 2.804             | 3.437           |
| 7        | -      | 18 de abril de 2020 | 1.464             |                 |
| 8        | -      | 19 de abril de 2020 | 2.574             | 2.921           |
| 9        | -      | 25 de abril de 2020 | 1.579             |                 |
| 10       | -      | 26 de abril de 2020 | 2.066             | 2.318           |
| 11       | -      | 2 de mayo de 2020   | 1.429             |                 |
| 12       | -      | 3 de mayo de 2020   | 2.676             | 3.407           |
| 13       |        | 9 de mayo de 2020   | 1.255             |                 |
| 14       |        | 10 de mayo de 2020  | 1.892             | 2.072           |
| 15       |        | 16 de mayo de 2020  |                   |                 |
| 16       |        | 17 de mayo de 2020  | [ 40 ]            |                 |
| Promedio |        |                     |                   |                 |

## Música

### Parte 1
| No. | Intérprete             | Canción             | Letra | Música | Duración |
| --- | ---------------------- | ------------------- | ----- | ------ | -------- |
| 1   | Han Seung-hee (한승희) | "Never Cry"         | -     | -      | -        |
| 2   | -                      | "Never Cry" (Inst.) | -     | -      | -        |

### Parte 2
| No. | Intérprete | Canción                       | Letra | Música | Duración |
| --- | ---------- | ----------------------------- | ----- | ------ | -------- |
| 1   | KLAZY      | "Stranger's Eyes" (타인의 눈) | -     | -      | -        |
| 2   | -          | "Stranger's Eyes" (Inst.)     | -     | -      | -        |

### Parte 3
| No. | Intérprete     | Canción             | Letra | Música | Duración |
| --- | -------------- | ------------------- | ----- | ------ | -------- |
| 1   | Min Kyung-hoon | "Lost Life"         | -     | -      | -        |
| 2   | -              | "Lost Life" (Inst.) | -     | -      | -        |

### Parte 4
| No. | Intérpretes                  | Canción            | Letra | Música | Duración |
| --- | ---------------------------- | ------------------ | ----- | ------ | -------- |
| 1   | Taibian (타이비언) ft. KLAZY | "No Limit"         | -     | -      | -        |
| 2   | -                            | "No Limit" (Inst.) | -     | -      | -        |

### Parte 5
| No. | Intérprete     | Canción                | Letra | Música | Duración |
| --- | -------------- | ---------------------- | ----- | ------ | -------- |
| 1   | Damon (데이먼) | "Rising Force"         | -     | -      | -        |
| 2   | -              | "Rising Force" (Inst.) | -     | -      | -        |

## Producción
La serie fue dirigida por Kang Chul-woo (강철우), quien contó con el guionista Do Hyun (도현) y el escritor original Rilmae (릴매)
La primera lectura del guion fue realizada en octubre del 2019, mientras que la conferencia de prensa fue realizada el 23 de marzo del 2020.
La serie también contó con el apoyo de las compañías de producción "Studio Dragon" y "LIAN Entertainment".